# Johann II. von Werdenberg

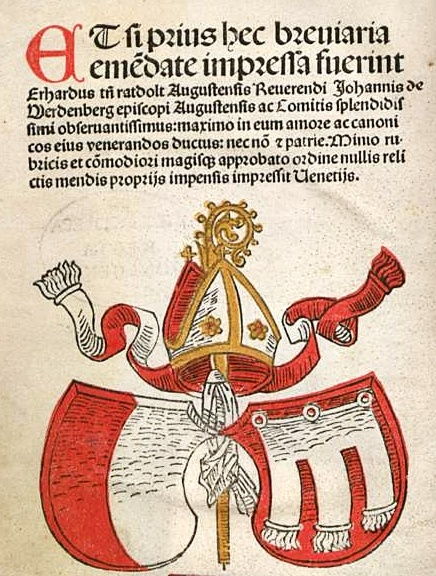
Widmung des Augsburger Breviers von Erhard Ratdolt, an Bischof Johann von Werdenberg (1485); rechts Familienwappen Werdenberg, links Augsburger Bistumswappen

Johann II. von Werdenberg (* um 1430; † 23. Februar 1486 in Frankfurt am Main) war ein Graf aus dem Adelsgeschlecht von Werdenberg und von 1469 bis 1486 Bischof von Augsburg.

## Herkunft und Familie
Er wurde geboren als eines von sechzehn Kindern des Grafen Johann IV. von Werdenberg-Sargans († 1465) und seiner Gattin Elisabeth von Württemberg, Urenkelin Kaiser Karl IV., sowie Tochter des Grafen Eberhard III. von Württemberg und der Elisabeth von Nürnberg-Hohenzollern.
Seine Brüder waren Graf Hugo XI. von Werdenberg († 1508), Heinrich XIII. von Werdenberg († 1505), Domherr zu Straßburg und Rudolf X. von Werdenberg († 1505), deutscher Johanniter-Großprior. Die Schwestern Margarete von Werdenberg († 1496) und Anna von Werdenberg († 1497) amtierten als Äbtissinnen des Damenstifts Buchau. Agnes von Werdenberg, eine andere Schwester, vermählte sich mit dem Grafen Jobst Nikolaus I. von Hohenzollern, und einer ihrer Söhne, Friedrich II. von Zollern, wurde sein Nachfolger als Bischof von Augsburg.
In der Familiengenealogie trägt Johann von Werdenberg die Bezeichnung V., als Bischof von Augsburg II. Des Vaters Grab ist in der Martinskirche Trochtelfingen erhalten.

## Leben und Wirken
Er studierte 1446 an der Universität Heidelberg, wo er 1448 den Titel eines Baccalaureus Artium erwarb. Später erlangte er – vermutlich in Italien – den Studiengrad eines Lizentiaten der Theologie. Darüber hinaus war er besonders an Arzneikunde interessiert.
Johann von Werdenberg trat in den geistlichen Stand ein, 1449 wurde er Domherr zu Augsburg, 1451 in Straßburg und 1454 in Konstanz. 1461 erscheint er als Propst des Kollegiatstifts Wiesensteig, wo er um 1466 die gotische Stiftskirche St. Cyriakus erbauen ließ. 1466 empfing er auch die Priesterweihe.
Papst Pius II. bestimmte Johann von Werdenberg 1463 zum Koadjutor und Nachfolger des Augsburger Bischofs Kardinal Peter von Schaumberg. Dabei berief sich der als Humanist berühmte Pontifex auf die große Gelehrsamkeit Werdenbergs; die päpstliche Entscheidung wurde auch durch das Domkapitel akzeptiert.
Kaiser Friedrich III. ernannte Bischof Johann zu seinem Rat. Gleichzeitig erteilte er ihm den Auftrag, die Fehden zwischen der Stadt und dem Herzog von Bayern beizulegen, was ihm 1469 im Frieden von Landshut, mit Hilfe seines Schwagers Graf Hugo XIII. von Montfort-Argen, gelang. Werdenberg bemühte sich nachhaltig um die Verbesserung der Seelsorge und des Gottesdienstes. Er holte Erhard Ratdolt, einen der besten kontemporären Drucker, von Venedig nach Augsburg zurück und unterstützte die Entwicklung der Buchdruckerkunst in Augsburg. Auch förderte er den Bücherfreund und Humanisten Adolph Occo, den er zu seinem Arzt erwählt hatte. 1471 nahm Johann von Werdenberg am großen Christentag zu Regensburg  teil, auf dem es um die Abwehr der Türkengefahr ging und die Türkensteuer eingeführt wurde. Während des Augsburger Reichstages von 1473 wohnten Kaiser Friedrich III. und sein Sohn Maximilian in der bischöflichen Pfalz. 1480 schickte der Herrscher den Augsburger Bischof als Gesandten zu König Ludwig XI. nach Frankreich. 1482 stiftete Johann von Werdenberg einen silbernen Altar für den Ostchor des Augsburger Domes, der jedoch verloren ging.
Werdenberg starb 1486, als er auf dem Reichstag in Frankfurt am Main weilte, wo man Maximilian I. zum deutschen König wählte. Beigesetzt wurde er im Augsburger Dom, dort hat sich sein Tumba-Grabmal erhalten. Die Grabinschrift stammt von dem bereits genannten Arzt Adolph Occo. Herz und Eingeweide wurden in der Karmeliterkirche Frankfurt bestattet. Der Bruder Heinrich XIII. von Werdenberg ließ ihm in der Johanneskapelle des Straßburger Münsters einen Wappenstein mit folgender Inschrift setzen: „Memoria venerabilis et generosi domini Johannis Comitis de Werdenberg, Episcopi Augustensis, huius ecclesie Canonici, obiit 1486“
Der Historiker Friedrich Zoepfl schreibt über den Bischof: „Ein Mann von ausgeprägtem Gerechtigkeitssinn, gewinnender Güte, versöhnlicher Haltung, ein Regent, der bei Hoch und Nieder Vertrauen erweckte und in vollem Maß auch fand.“